# Puente de Bubas

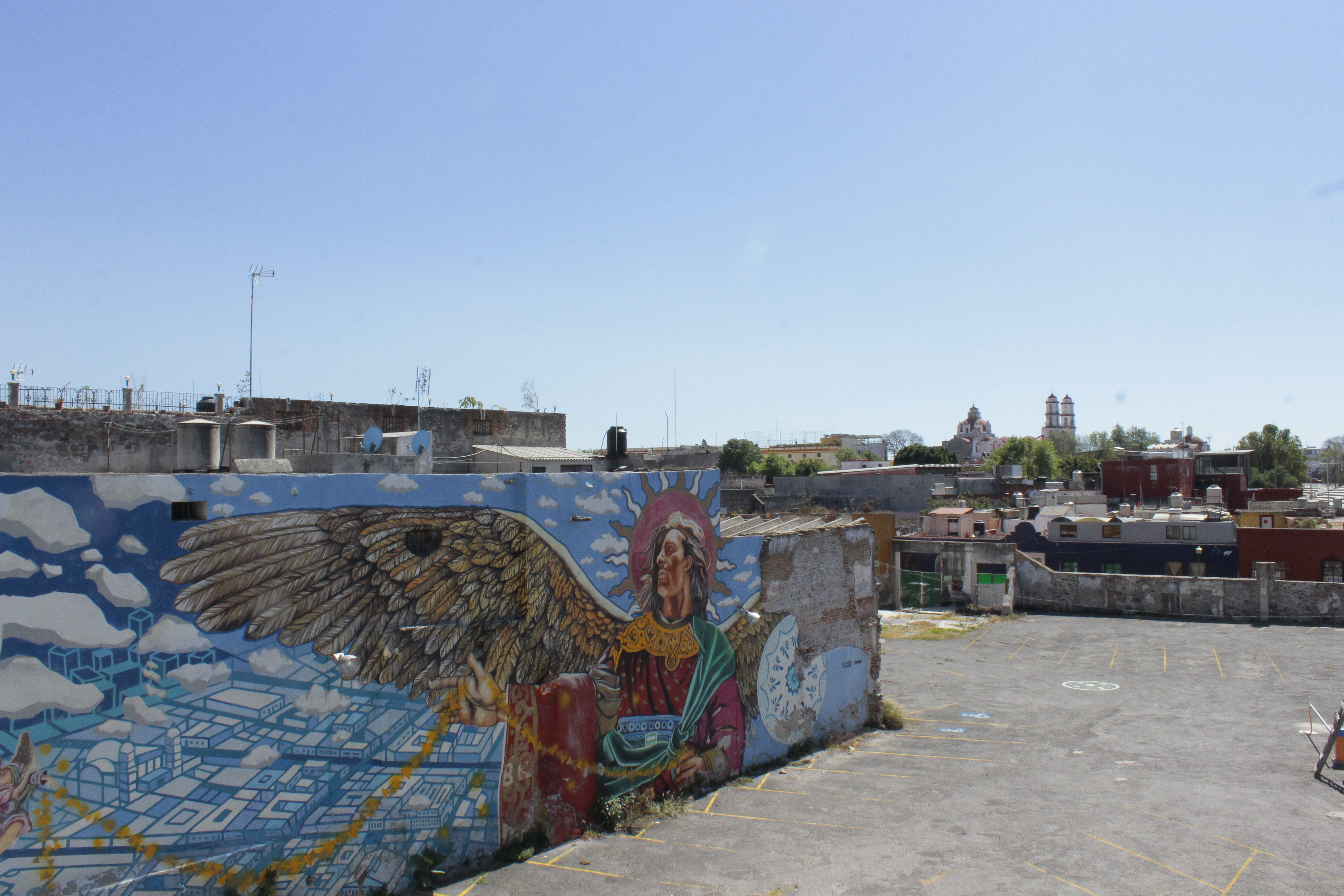
Fotografía

El puente de Bubas es un antiguo puente virreinal del siglo XVII que se encuentra localizado en la Ciudad de Puebla.  Fue sepultado cuando se embovedó el cauce del río San Francisco y se recuperó en 2014. Actualmente forma parte del corredor turístico denominado como "Los Secretos de Puebla".

## Antecedentes de la ciudad de Puebla
La ciudad de Puebla se fundó en 1531 al margen del río San Francisco. Los franciscanos fueron los primeros religiosos que se establecieron en la ciudad, pues desde que se fundó esta, se les dio terreno para su convento e iglesia
Hubo necesidad de pasar el río cuando parte de los habitantes de la recién fundada ciudad de Puebla se trasladó al lado occidental a construir la primera ampliación de la ciudad. Documentalmente se sabe que el puente más antiguo era el del convento franciscano, cuyo nombre tomó y que unía al barrio de El Alto con el centro de la población. Este primer puente construido en 1555 por orden del corregidor don Luis de León Romano. Sin embargo al poco tiempo, dicho puente resultó insuficiente, por lo que se edificó otro puente dos cabeceras más al sur del primero en el mismo año de 1555 .

## Historia
En la administración del corregidor don Luis de León Romano se levantó el segundo puente de la ciudad sobre el río san Francisco, pagado
de sus propios en 1555. Años después se le conocía como puente de Amalucan porque cerca de él pasaba el caño conductor del agua potable que
surtía al Colegio del Espíritu Santo, procedente de Amalucan, la hacienda de los jesuitas, por eso se pusieron "dos alcantarillas a la una y otra entrada, muy altas, para mantener al agua en su peso por lo que baja al pasar por el puente" .
Estas alcantarillas son las que parecen torres en el plano de Medina de 1754. 
En 1682, el caballero del orden de Santiago Anastasio Luis Salcedo Coronel y Benavides, que tres veces fungió como alcalde mayor de Puebla, fundó en unión de su esposa, un hospital "para la curación de unciones", donde curaban "los enfermos de humor gálico, que por corrupción llamaban landre o bubas o mal francés" . Mariano Fernández de Echeverría y Veytia afirma que el puente se rehízo al mismo tiempo que el hospital de Bubas, para tener cómoda comunicación entre los barrios de la parte alta y baja de la ciudad (1682). Se construyó de cal y canto y no de vigas como el de Analco "a toda costa con la inftigable vigilancia de la Ciudad, colocando a sus dos lados, en uno las armas reales y en el otro las de la ciudad" 
El hospital duró muy poco, dejando de existir entre 1694 y 1703, tras la muerte de su benefactor y se refundó con el Hospital Real de San Pedro. Dicha institución tomó posesión del edificio del hospital de Bubas, convirtiéndolo en mesón el cual fue dado en arrendamiento en 1713. En 1745 este mesón se convirtió en cuartel de la Compañía de Dragones del Rey que se trajo de Veracruz, construyendo entonces una cañería que condujese agua del cercano Estanque de los Pescaditos al cuartel. Tomó entonces el nombre de "puente de los Soldados".
El puente también fue llamado "puente de Carrillo" por encontrarse en la acera norte, antes de llegar al río las casas y el obraje que habían sido de Miguel Carrillo y del capitán Gabriel Carrillo de Aranda, aunque adquirió otros nombres con el paso del tiempo, como "puente de apresa", "puente del hospital de las Bubas" y otros más 1703 el obraje es traspasado a Domingo de Apresa y Gándara y tanto el puente como el obraje reciben el nombre del nuevo dueño. En la segunda mitad del siglo XVIII el capitán Manuel Eusebio del Toro y Santa Cruz era propietario de una casa, la cual era para el trato de ganado y fue uno de los vecinos a cuya iniciativa se condujo agua potable al barrio. Su descendiente el Lic. Manuel del Toro, comenzó la edificación de la Iglesia de la Luz (1767). La familia estaba radicada en el barrio desde su fundación pues, entre los pocos españoles que vivieron al otro lado del río a principios del siglo XVII aparece el panadero Francisco del Toro. El puente se llama "puente del Toro" desde 1783 y durante gran parte del siglo XIX. Se amplió el puente en 1839 y luego en 1886 cuando se le puso el barandal de hierro. En el mismo año de 1886 un vecino del barrio de la Luz propuso el nombre de "puente de Motolinía", en recuerdo al fraile que ofició la primera misa al fundarse la Ciudad. La denominación puente de Motolinía se utiliza oficialmente en el registro Público desde 1892 hasta mediados del siglo XX.   

## Embovedamiento del Río San Francisco
Sobre el río San Francisco pesó a través de los siglos la responsabilidad de las inundaciones que no sufrió la ciudad, si no zonas de ella, como fueron las aledañas a sus madres y puentes, dañando casas de gente humilde que, en su mayoría de las veces había invadido la zona federal del río. Es ocioso decir que por esta triste fama, el río San Francisco recibió injustos y altisonantes sobrenombres. Debido al poco interés de sucesivas administraciones públicas y al crecimiento demográfico e industrial de la ciudad, el río fue contaminándose y convirtiéndose en un foco de infección, llegando a convertirse en un caño a cielo abierto. El jefe político del Distrito de Puebla don Eduardo Carretero y Pérez Tello, formalizó la idea de soterrar la corriente del río San Francisco en 1892. Los cambios políticos subsecuentes fueron causa para abandonar el intento.
El 7 de febrero de 1906 se presentó una nueva propuesta, pero por falta de presupuesto se acordó archivar el asunto. En 1946 se programó la colocación de la primera piedra en la obra del embovedamiento del Río San Francisco, lo que haría el presidente de la República, general Manuel Ávila Camacho, en su visita a la ciudad. Sin embargo, pese a la expectativa, la obra no se realizó a causa del gran presupuesto asignado a la construcción de la Presa de Valsequillo. 
El gobernador del estado, general Antonio Nava Castillo decretó el 27 de agosto de 1963 la ley que sentó las bases para la obra del embovedamiento del cauce del río y su afluente, el arroyo Xonaca. El ayuntamiento (1963-66) creó la primera Oficina Técnica para el embovedamiento, que estuvo a cargo de los técnicos de la Secretaria de Recursos Hidráulicos, auxiliados por personal de la Dirección General de Obras Públicas y Servicios Urbanos. Al emprenderse las obras, numerosas construcciones coloniales en ambas márgenes del río fueron seriamente afectadas por la ley de expropiación del 21 de enero de 1964 publicada en el Diario Oficial del Estado de Puebla. Estas construcciones fueron demolidas total o parcialmente, y los centenarios puentes quedaron sepultados al rellenar el antiguo cauce del río con los escombros para dar paso al moderno Boulevard Héroes del Cinco de Mayo, terminado hasta 1975.

## Los Secretos de Puebla
En el mes de mayo de 1999, al realizarse excavaciones para la colocación de un nuevo colector pluvial se descubrió que la estructura del puente de Bubas se encontraba intacta. En su momento se realizó una exploración parcial y se continuaron las obras del colector pluvial, cubriendo el descubrimiento del puente con planchas de acero. 
Durante las obras de encarpetamiento con concreto hidráulico del Boulevard Héroes del Cinco de Mayo, se temió que los vestigios del puente de Bubas quedaran sepultados bajo el concreto definitivamente, sin embargo desde el año 2014 se puso en marcha un proyecto para facilitar el acceso al público al antiguo puente, el cual al encontrarse debajo del Boulevard tiene la apariencia de ser un túnel, invirtiendo 5 millones 872 mil pesos en su rehabilitación. Inaugurándolo el 22 de diciembre de 2015. Durante el año 1758, el capitán Manuel Eusebio del Toro y Santa Cruz fue propietario de una casa de trato del ganado cerda, inmediata al puente de Bubas, conocida como la Casa del Chiquero, es la que hoy nos permite la entrada al Puente de Bubas. 
La exhibición corresponde a un tercio del puente de Bubas original, ya que el resto permanece debajo del Boulevard (junto a la bóveda que conduce aún las aguas negras del río San Francisco). Un sistema de ventilación, proyección audiovisual, un pasillo y rampa de acceso y egresoy la reconstrucción del predio que albergó el antiguo Mesón de la Trinidad, cuyo inmueble permanecía en ruinas desde la expropiación de 1964.
Se abrió la sala de exhibición, "Museo del Agua" donde pueden apreciarse algunos objetos que fueron localizados durante la obra, así como material de apoyo visual relacionado con el río. En la actualidad el proyecto "Secretos de Puebla" conecta el Pasaje del Puente de Bubas con otras estructuras arquitectónicas recién localizadas en el subsuelo de la ciudad de Puebla y que se relacionan con la famosa leyenda de los "Túneles de Puebla".